# Poule B de la Coupe du monde de rugby à XV 2007
Dates : du 7 septembre
au 20 octobre 2007
Cet article donne le détail des matchs de la poule B de la Coupe du monde de rugby à XV 2007 qui se dispute en France, au pays de Galles et en Écosse du 7 septembre au 20 octobre 2007. Les deux premières places sont qualificatives pour les quarts de finale. Les équipes d'Australie et des Fidji se qualifient pour les quarts de finale.

## Classement final
| Place | Nation         | Matchs | Matchs   | Matchs | Matchs  | Points | Points | Points     | Essais | Essais | Essais     | Bonus points | Classement points |
| Place | Nation         | joués  | victoire | nul    | défaite | pour   | contre | différence | pour   | contre | différence | Bonus points | Classement points |
| ----- | -------------- | ------ | -------- | ------ | ------- | ------ | ------ | ---------- | ------ | ------ | ---------- | ------------ | ----------------- |
| 1     | Australie      | 4      | 4        | 0      | 0       | 215    | 41     | +174       | 30     | 4      | +26        | 4            | 20                |
| 2     | Fidji          | 4      | 3        | 0      | 1       | 114    | 136    | -22        | 14     | 16     | -2         | 3            | 15                |
| 3     | Pays de Galles | 4      | 2        | 0      | 2       | 168    | 105    | +63        | 23     | 13     | +10        | 4            | 12                |
| 4     | Japon          | 4      | 0        | 1      | 3       | 64     | 210    | -146       | 7      | 30     | -23        | 1            | 3                 |
| 5     | Canada         | 4      | 0        | 1      | 3       | 51     | 120    | -69        | 6      | 17     | -11        | 0            | 2                 |

## Les matchs

### Australie - Japon
Date : 8 septembre 2007

Composition des équipes

Stade : Stade de Gerland à Lyon ( France)
Arbitre : Alan Lewis 
Composition des équipes :
Australie

Titulaires : Matt Dunning, Stephen Moore, Al Baxter, Nathan Sharpe, Daniel Vickerman, Rocky Elsom, George Smith, Wycliff Palu, George Gregan, Stephen Larkham, Lote Tuqiri, Matt Giteau, Stirling Mortlock (cap.), Adam Ashley-Cooper, Chris Latham

Remplaçants : Adam Freier, Guy Shepherdson, Hugh McMeniman, Stephen Hoiles, Berrick Barnes, Drew Mitchell, Mark Gerrard
Japon

Titulaires : Tatsuya Kusumi, Tomoki Kitagawa, Koji Taira, Nataniela Oto, Hirotoki Onozawa, Kosei Ono, Yuki Yatomi, Hajime Kiso, Takamichi Sasaki (cap.), Yasunori Watanabe, Luatangi Vatuvei, Takanori Kumagae, Ryo Yamamura, Taku Inokuchi, Masahito Yamamoto

Remplaçants : Yuji Matsubara, Tomokazu Soma, Hitoshi Ono, Hare Makiri, Tomoki Yoshida, Yuta Imamura, Kosuke Endo
Points marqués :
Australie : 13 essais de Sharpe (18e), Elsom (23e, 30e, 41e), Ashley-Cooper (46e), Latham (52e, 72e), Barnes (56e, 75e), Smith (61e), Mitchell (59e, 66e), Freier (80e), 7 transformations de Mortlock (24e, 42e, 47e, 53e, 57e, 60e, 62e), 3 transformations de Giteau (73e, 76e, 81e), 2 pénalités de Mortlock (10e, 15e)

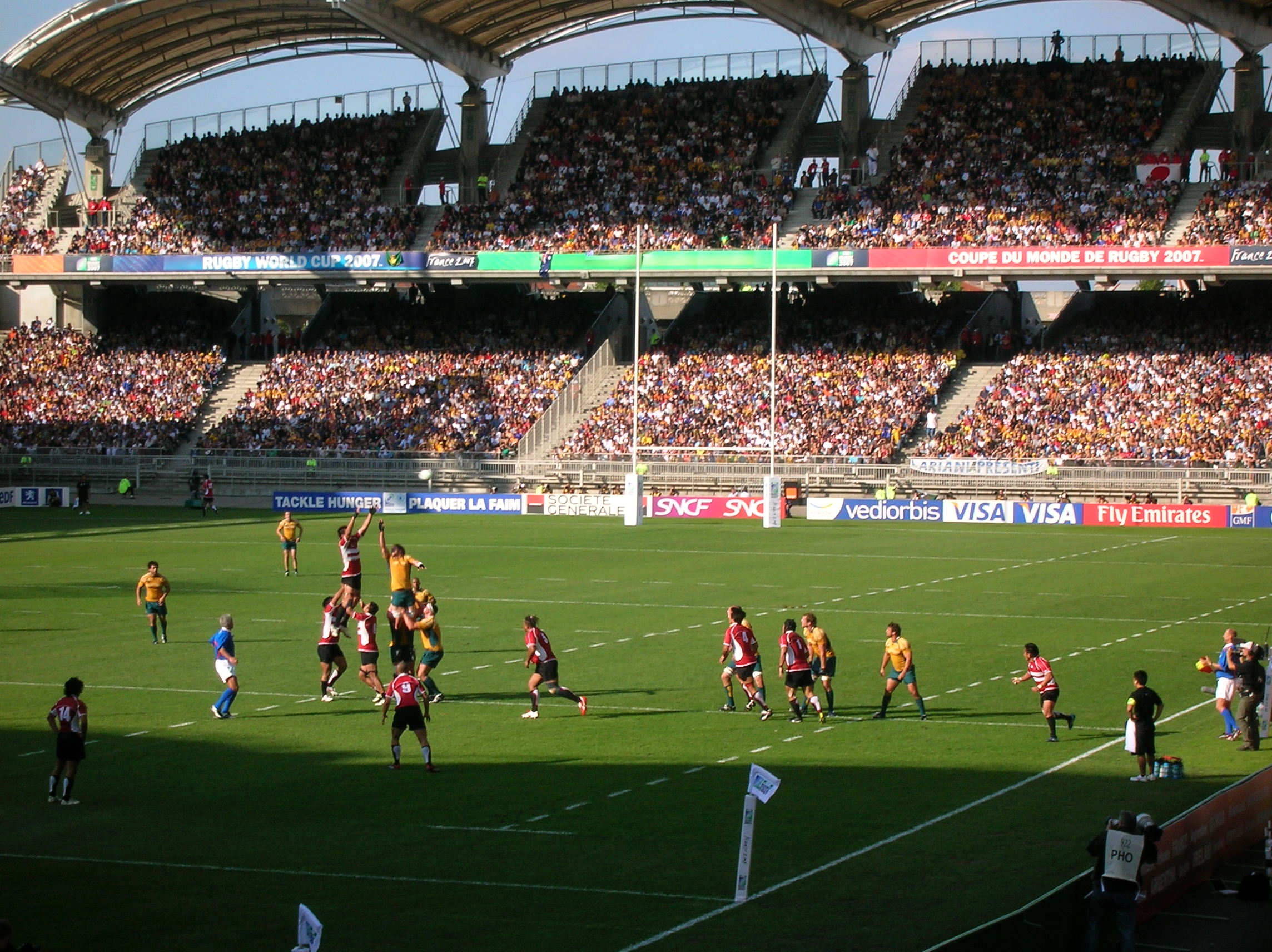

Les Australiens entrent avec fracas dans la compétition en écrasant une faible équipe japonaise. Le troisième ligne Rocky Elsom se distingue en inscrivant trois essais. L'entraîneur nippon, l'ex-All Black John Kirwan, dénonce ce match à sens unique dû à un calendrier injuste, qui l'a obligé à laisser de nombreux titulaires au repos en vue du match le plus important pour son équipe contre les Fidji quatre jours plus tard.

### Pays de Galles - Canada
Date : 9 septembre 2007

Composition des équipes

Stade : Stade de la Beaujoire, Nantes  ( France)
Arbitre : Alain Rolland 
Composition des équipes :
Pays de Galles

Titulaires : Kevin Morgan, Mark Jones, Tom Shanklin, Sonny Parker, Shane Williams, James Hook, Dwayne Peel (cap.), Alix Popham, Martyn Williams, Jonathan Thomas, Alun Wyn Jones, Ian Gough, Adam Jones, Matthew Rees, Gethin Jenkins

Remplaçants : T Rhys Thomas, Duncan Jones, Michael Owen, Colin Charvis, Michael Phillips, Stephen Jones, Gareth Thomas
Canada

Titulaires : Mike Pyke, DTH van der Merwe, Craig Culpan, David Spicer, James Pritchard, Ander Monro, Morgan Williams (cap.), Sean-Michael Stephen, David Biddle, Jamie Cudmore, Mike James, Luke Tait, Jon Thiel, Pat Riordan, Rod Snow

Remplaçants : Aaron Carpenter, Dan Pletch, Mike Pletch, Michael Burak, Colin Yukes, Ed Fairhurst, Ryan Smith
Points marqués :
Pays de Galles : 5 essais de Parker (51e), Wy-Jones (58e), Williams (61e, 63e), Charvis (68e), 4 transformations de Jones (52e, 59e, 64e, 69e), 3 pénalités de Hook (10e, 15e, 21e)

### Japon - Fidji
Date : 12 septembre 2007

Composition des équipes

Stade : Stadium, Toulouse  ( France)
Arbitre : 
Composition des équipes :
Japon

Titulaires : 15 Go Aruga, 14 Christian Loamanu, 13 Yuta Imamura, 12 Shotaro Onishi, 11 Kosuke Endo, 10 Bryce Robins, 9 Tomoki Yoshida, 8 Takuro Miuchi (c), 7 Philip O'Reilly, 6 Hare Makiri, 5 Luke Thompson, 4 Hitoshi Ono, 3 Tomokazu Soma, 2 Yuji Matsubara, 1 Tatsukichi Nishiura

Remplaçants : 16 Taku Inokuchi, 17 Ryo Yamamura, 18 Takanori Kumagae, 19 Ryota Asano, 20 Yuki Yatomi, 21 Koji Taira, 22 Hirotoki Onozawa
Fidji

Titulaires : 15 Kameli Ratuvou, 14 Vilimoni Delasau, 13 Seru Rabeni, 12 Seremaia Bai, 11 Isoa Neivua, 10 Nicky Little, 9 Mosese Rauluni(c), 8 Sisa Koyamaibole, 7 Akapusi Qera, 6 Semisi Naevo, 5 Wame Lewaravu, 4 Kele Leawere, 3 Henry Qiodravu, 2 Sunia Koto, 1 Graham Dewes

Remplaçants : 16 Vereniki Sauturaga, 17 Jone Railomo, 18 Netani Talei, 19 Aca Ratuva, 20 Jone Daunivucu, 21 Gabiriele Lovobalavu, 22 Norman Ligairi 
Points marqués :
Japon : 3 essais par Thompson (2) et Nishiura, 1 transformation par Onishi, 4 pénalités par Onishi

### Pays de Galles - Australie
Date : 15 septembre 2007

Composition des équipes

Stade : Millennium Stadium, Cardiff  ( Pays de Galles)
Arbitre : Steve Walsh
Composition des équipes :
Pays de Galles

Titulaires : 15 Gareth Thomas (cap.), 14 Mark Jones, 13 Tom Shanklin, 12 Sonny Parker, 11 Shane Williams, 10 Stephen Jones, 9 Dwayne Peel, 8 Jonathan Thomas, 7 Martyn Williams, 6 Colin Charvis, 5 Alun Wyn Jones, 4 Ian Gough, 3 Adam Jones, 2 Matthew Rees, 1 Gethin Jenkins

Remplaçants : 16 T Rhys Thomas, 17 Duncan Jones, 18 Michael Owen, 19 Alix Popham, 20 Michael Phillips, 21 James Hook, 22 Kevin Morgan
Australie

Titulaires : 15 Chris Latham, 14 Drew Mitchell, 13 Stirling Mortlock (c), 12 Matt Giteau, 11 Lote Tuqiri, 10 Stephen Larkham, 9 George Gregan, 8 Wycliff Palu, 7 George Smith, 6 Rocky Elsom, 5 Dan Vickerman, 4 Nathan Sharpe, 3 Guy Shepherdson, 2 Stephen Moore, 1 Matt Dunning

Remplaçants : 16 Adam Freier, 17 Al Baxter, 18 Mark Chisholm, 19 Stephen Hoiles, 20 Phil Waugh, 21 Scott Staniforth, 22 Julian Huxley
Points marqués :
Pays de Galles : 2 essais de Thomas (44e), Williams (75e), 2 transformations de Hook (44e, 75e), 2 pénalités de Jones (6e) et Hook (53e)
Sans forcer leur talent, les Australiens mettent les Gallois à distance dès la première mi-temps (25-3, 40e). Malgré une bonne réaction, l'équipe galloise, courageuse mais limitée techniquement et physiquement, se heurte au mur défensif australien et aux coups de patte de Stirling Mortlock.

### Fidji - Canada

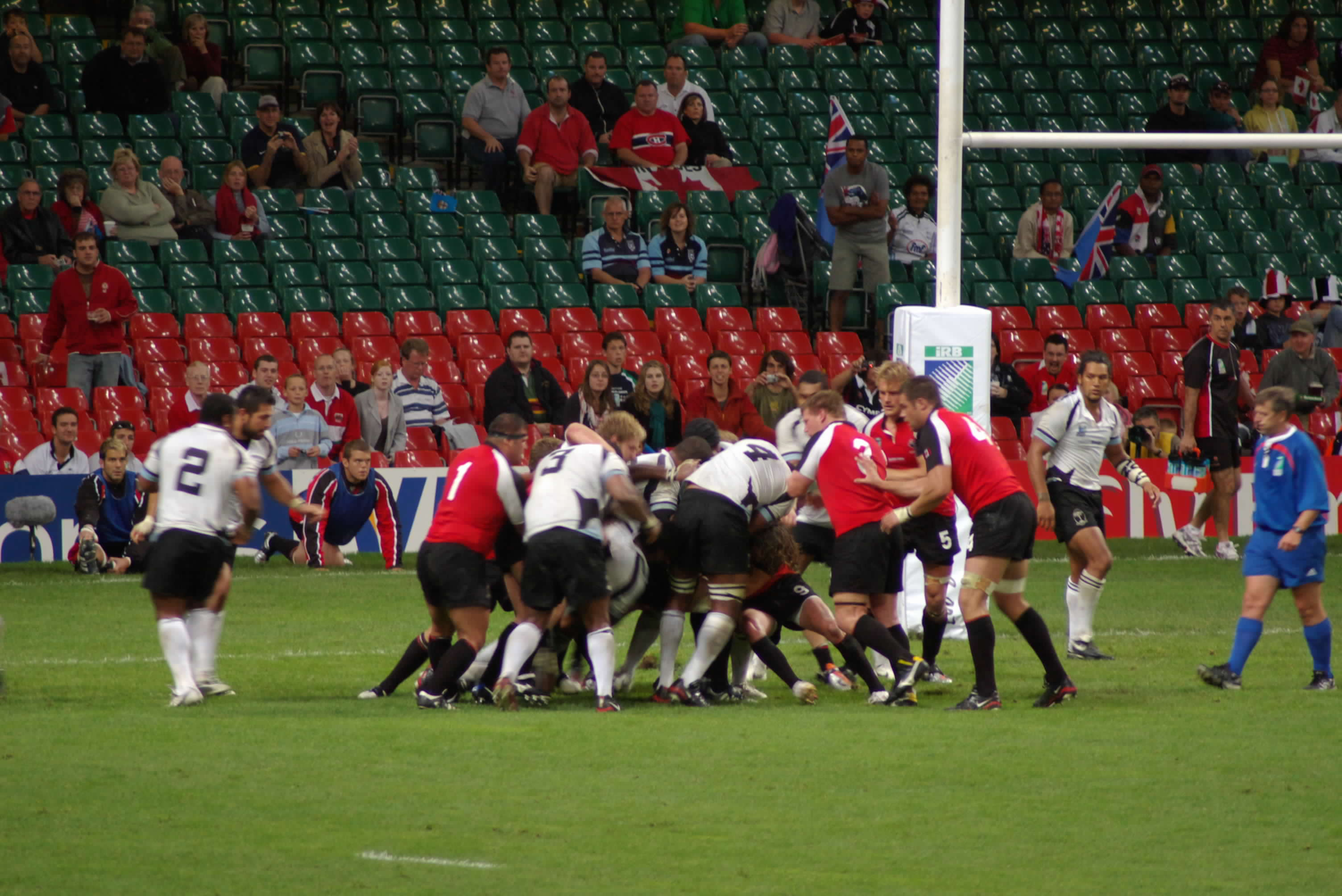
Action lors du match Fidji-Canada

Date : 16 septembre 2007

Composition des équipes

Stade : Millennium Stadium, Cardiff  ( Pays de Galles)
Arbitre : Tony Spreadbury ()
Composition des équipes :
Fidji

Titulaires : 15 Kameli Ratuvou, 14 Vilimoni Delasau, 13 Seru Rabeni, 12 Seremaia Bai, 11 Isoa Neivua, 10 Nicky Little, 9 Mosese Rauluni (c), 8 Sisa Koyamaibole, 7 Akapusi Qera, 6 Semisi Naevo, 5 Ifereimi Rawaqa, 4 Kele Leawere, 3 Jone Railomo, 2 Sunia Koto, 1 Graham Dewes

Remplaçants : 16 Vereniki Sauturaga, 17 Henry Qiodravu, 18 Netani Talei, 19 Jone Qovu, 20 Jone Daunivucu, 21 Maleli Kunavore, 22 Norman Ligairi
Canada

Titulaires : 15 Mike Pyke, 14 DTH van der Merwe, 13 Craig Culpan, 12 Dave Spicer, 11 James Pritchard, 10 Ryan Smith, 9 Morgan Williams (c), 8 Sean-Michael Stephen, 7 Dave Biddle, 6 Jamie Cudmore, 5 Mike James, 4 Michael Burak, 3 Jon Thiel, 2 Pat Riordan, 1 Rod Snow

Remplaçants : 16 Aaron Carpenter, 17 Dan Pletch, 18 Mike Pletch, 19 Luke Tait, 20 Colin Yukes, 21 Ed Fairhurst, 22 Ander Monro 
Points marqués :
Fidji : 4 essais de Lawere (21e), Ratuvou (28e, 80e), Delasau (42e), 3 transformations de Little (22e, 43e, 80e), 1 pénalité de Little (8e)

### Pays de Galles - Japon

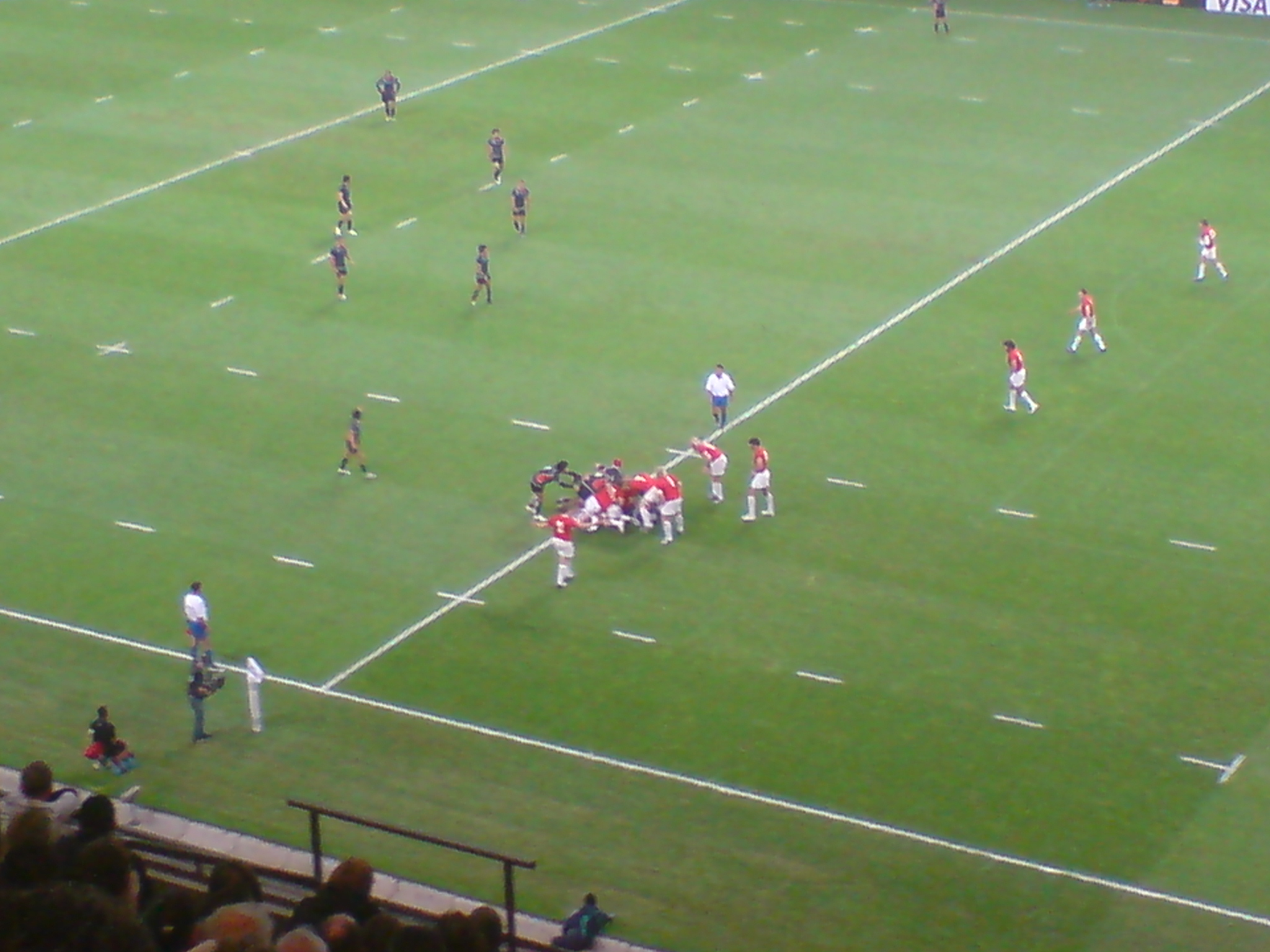

Date : 20 septembre 2007

Composition des équipes

Stade : Millennium Stadium, Cardiff  ( Pays de Galles)
Arbitre : Joël Jutge 
Homme du match : Michael Phillips 
Rapport officiel « Statistiques »(Archive.org • Wikiwix • Archive.is • Google • Que faire ?)
Composition des équipes :
Pays de Galles

Titulaires : 15 Kevin Morgan, 14 Dafydd James, 13 Jamie Robinson, 12 James Hook, 11 Shane Williams, 10 Stephen Jones (cap.), 9 Michael Phillips, 8 Alix Popham, 7 Colin Charvis, 6 Jonathan Thomas, 5 Alun Wyn Jones, 4 Will James, 3 Chris Horsman, 2 T Rhys Thomas, 1 Duncan Jones

Remplaçants : 16 Huw Bennett, 17 Gethin Jenkins, 18 Ian Evans, 19 Martyn Williams, 20 Gareth Cooper, 21 Ceri Sweeney, 22 Tom Shanklin
Japon

Titulaires : 1 Tatsukichi Nishiura, 2 Yuji Matsubara, 3 Tomokazu Soma, 4 Hitoshi Ono, 5 Luke Thompson, 6 Hare Makiri, 7 Philip O'Reilly, 8 Takuro Miuchi (cap.), 9 Tomoki Yoshida, 10 Bryce Robins, 11 Hirotoki Onozawa, 12 Shotaro Onishi, 13 Yuta Imamura, 14 Kosuke Endo, 15 Christian Loamanu

Remplaçants : 16 Taku Inokuchi, 17 Ryo Yamamura, 18 Takanori Kumagae, 19 Yasunori Watanabe, 20 Chulwon Kim, 21 Koji Taira, 22 Tatsuya Kusumi
Points marqués :
Pays de Galles : 11 essais de Alun Wyn Jones (11e), J.Hook (24e), R.Thomas (31e), K.Morgan (40e), M.Philips (42e), Shane Williams (49e, 80e), Daffyd James (53e), G.Cooper (59e), M.Williams (64e, 74e), 7 transformations de S.Jones (12e, 25e, 32e, 43e, 54e) et C.Sweeney (65e, 75e), 1 pénalité par S.Jones (23e)

### Australie - Fidji
Date : 23 septembre 2007

Composition des équipes

Stade : Stade de la Mosson Montpellier ( France)
Arbitre : Nigel Owens 
Rapport officiel : « Statistiques »(Archive.org • Wikiwix • Archive.is • Google • Que faire ?)
Composition des équipes :
Australie

Titulaires : 15 Chris Latham, 14 Drew Mitchell, 13 Adam Ashley-Cooper, 12 Matt Giteau, 11 Lote Tuqiri, 10 Berrick Barnes, 9 George Gregan (cap.), 8 Wycliff Palu, 7 Phil Waugh, 6 Rocky Elsom, 5 Daniel Vickerman, 4 Mark Chisholm, 3 Guy Shepherdson, 2 Stephen Moore, 1 Matt Dunning

Remplaçants : 16 Adam Freier, 17 Greg Holmes, 18 Hugh McMeniman, 19 Stephen Hoiles, 20 Sam Cordingley, 21 Scott Staniforth, 22 Julian Huxley
Fidji

Titulaires : 15 Norman Ligairi, 14 Vilimoni Delasau, 13 Maleli Kunavore, 12 Seremaia Bai (cap.), 11 Isoa Neivua, 10 Waisea Luveniyali, 9 Jone Daunivucu, 8 Jone Qovu, 7 Aca Ratuva, 6 Netani Talei, 5 Ifereimi Rawaqa, 4 Isoa Domolailai, 3 Henry Qiodravu, 2 Vereniki Sauturaga, 1 Alefoso Yalayalatabua

Remplaçants : 16 Bill Gadolo, 17 Jone Railomo, 18 Wame Lewaravu, 19 Sisa Koyamaibole, 20 Mosese Rauluni, 21 Gabiriele Lovobalavu, 22 Seru Rabeni
Points marqués :
Australie : 7 essais de Giteau (16e, 37e), Mitchell (30e, 70e, 79e), Ashley-Cooper (57e), Hoiles (74e), 4 transformations de Giteau (17e, 31e, 58e, 71e), 3 pénalités de Giteau (28e, 42e, 50e), 1 drop de Barnes (44e)

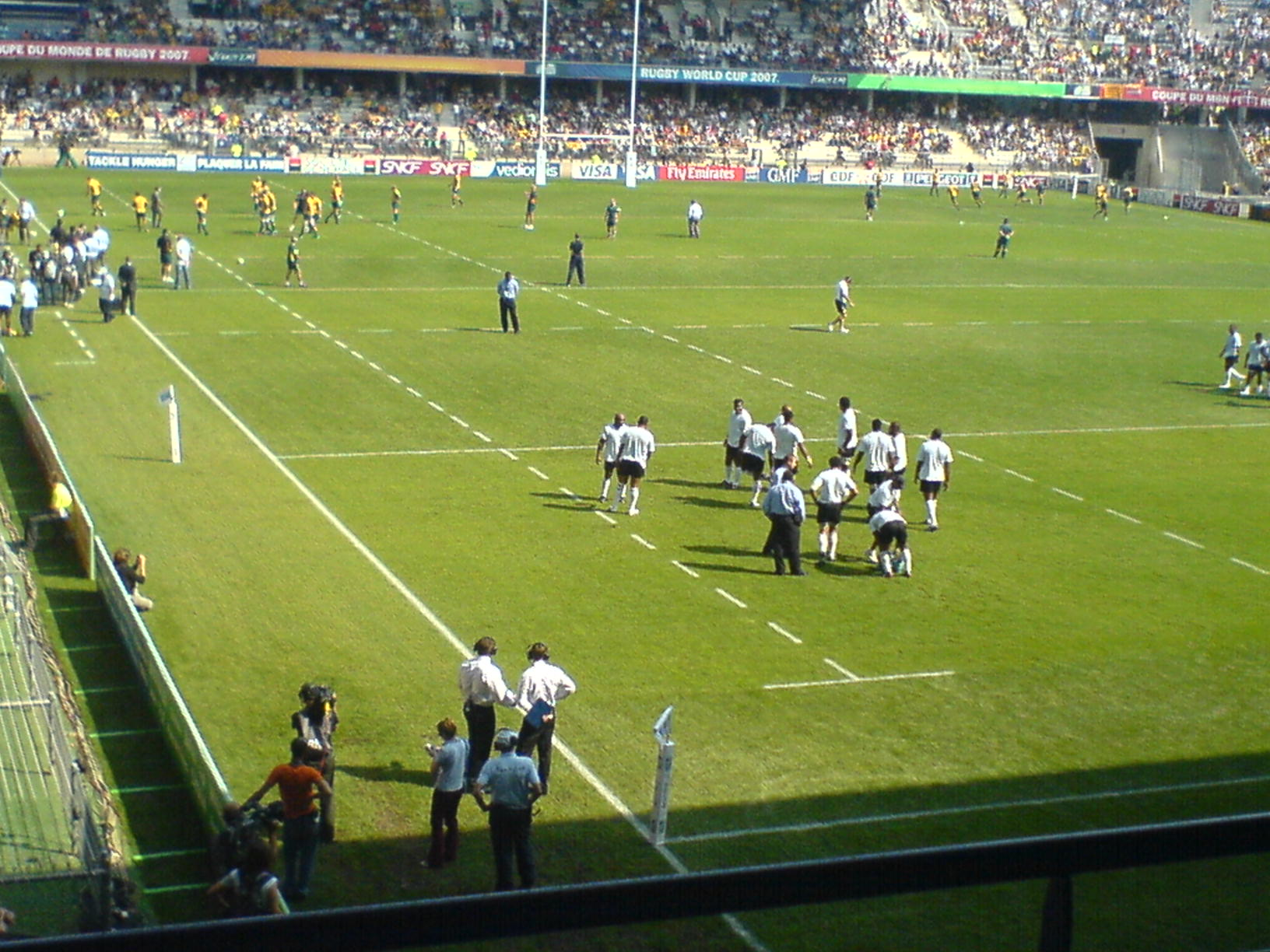
Entraînement des deux équipes

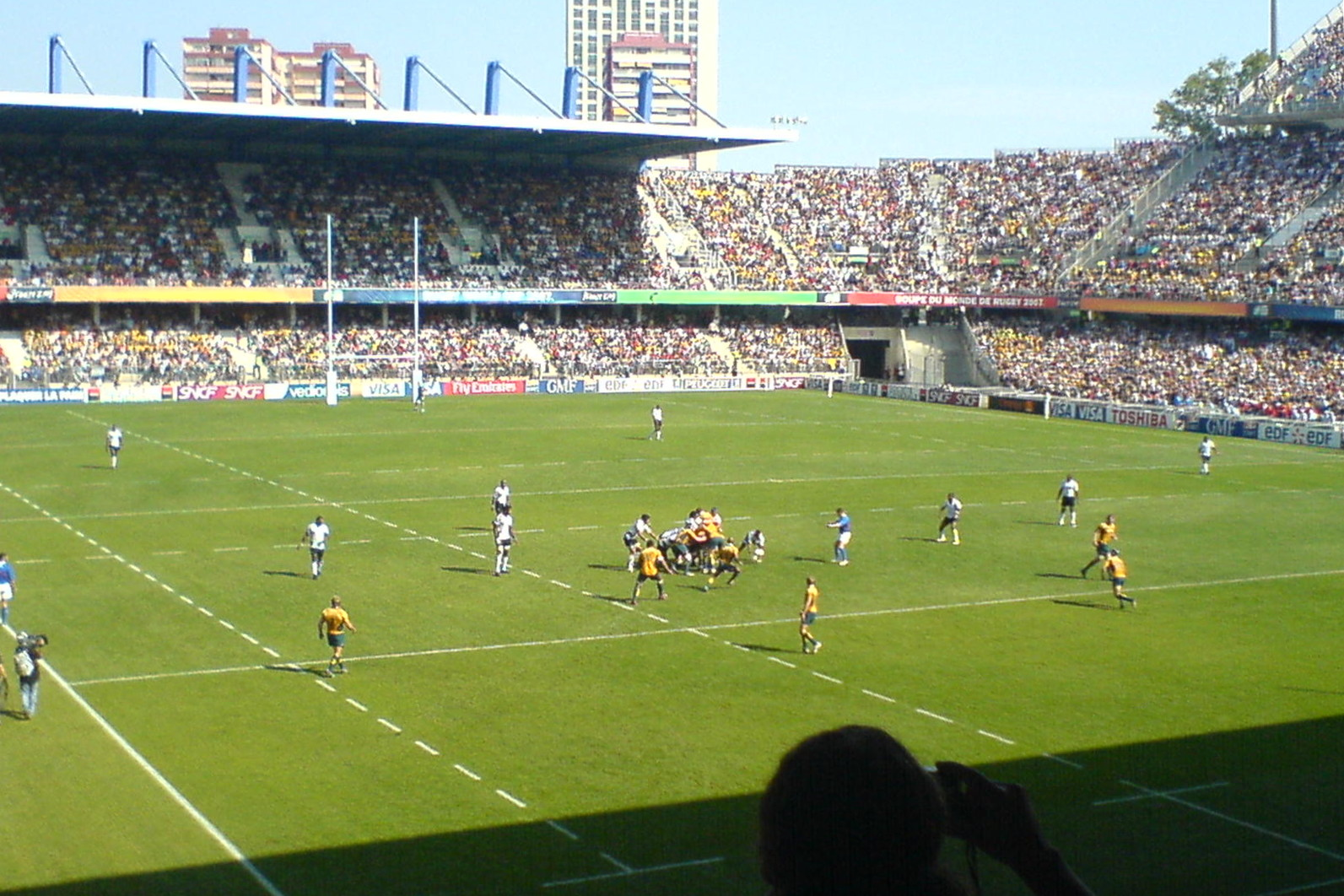
Match Australie-Fidji

Grâce à cette victoire, l'Australie assure sa qualification et la première place du groupe A, et jouera son quart de finale à Marseille contre le deuxième du groupe B (Angleterre ou Tonga). Les Fidji ont résisté mais ont encore une chance de se qualifier s'ils battent le pays de Galles lors du dernier match à Nantes.

### Canada - Japon
Date : 25 septembre 2007

Composition des équipes

Stade : Stade Chaban-Delmas Bordeaux ( France)
Arbitre : Jonathan Kaplan 
Composition des équipes :
Canada

Titulaires : 15 Mike Pyke, 14 DTH van der Merwe, 13 Craig Culpan, 12 David Spicer, 11 James Pritchard, 10 Ryan Smith, 9 Morgan Williams (cap.), 8 Aaron Carpenter, 7 Adam Kleeberger, 6 Colin Yukes, 5 Mike James, 4 Michael Burak, 3 Jon Thiel, 2 Pat Riordan, 1 Rod Snow

Remplaçants : 16 Mike Pletch, 17 Dan Pletch, 18 Scott Franklin, 19 Josh Jackson, 20 Mike Webb, 21 Ed Fairhurst, 22 Justin Mensah-Coker
Japon

Titulaires : 15 Go Aruga, 14 Kosuke Endo, 13 Yuta Imamura, 12 Shotaro Onishi, 11 Christian Loamanu, 10 Bryce Robins, 9 Tomoki Yoshida, 8 Takuro Miuchi (cap.), 7 Philip O'Reilly, 6 Hare Makiri, 5 Luke Thompson, 4 Hitoshi Ono, 3 Tomokazu Soma, 2 Yuji Matsubara, 1 Tatsukichi Nishiura

Remplaçants : 16 Taku Inokuchi, 17 Ryo Yamamura, 18 Luatangi Samurai Vatuvei, 19 Hajime Kiso, 20 Chulwon Kim, 21 Koji Taira, 22 Hirotoki Onozawa
Points marqués :
Canada : 2 essais de Riordan (48e), Van der Merwe (65e), 1 transformation de Pritchard (66e)

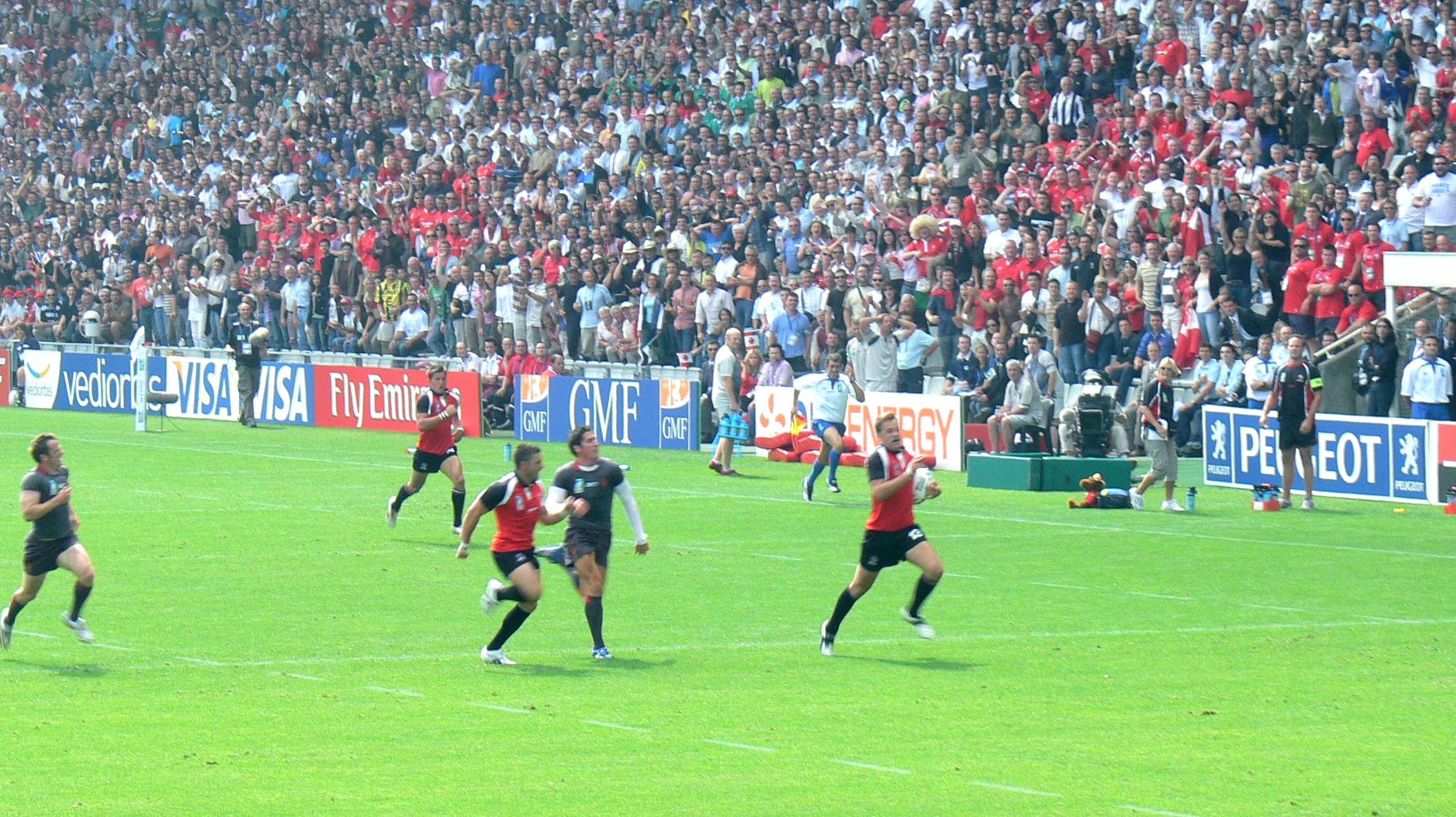

Pour la deuxième fois de son histoire seulement, le Japon ne perdra pas tous ses matches de phase finale. Lors de la Coupe du monde 1991, il avait battu le Zimbabwe 52 à 8.
Ce résultat n'est que le deuxième match nul de l'histoire de la phase finale de la Coupe du monde. Le premier datait de la première édition en 1987 en poule (France-Écosse 20-20).

### Pays de Galles - Fidji
Date : 29 septembre 2007

Composition des équipes

Stade : Stade de la Beaujoire Nantes ( France)
Arbitre : Stuart Dickinson 
Rapport officiel : « Statistiques »(Archive.org • Wikiwix • Archive.is • Google • Que faire ?)
Composition des équipes :
Pays de Galles

Titulaires : 1 Gethin Jenkins, 2 Matthew Rees, 3 Chris Horsman, 4 Alun Wyn Jones, 5 Ian Evans, 6 Colin Charvis, 7 Martyn Williams, 8 Alix Popham, 9 Dwayne Peel, 10 Stephen Jones, 11 Shane Williams, 12 James Hook, 13 Tom Shanklin, 14 Mark Jones, 15 Gareth Thomas (cap.) 

Remplaçants : 16 T Rhys Thomas, 17 Duncan Jones, 18 Ian Gough, 19 Michael Owen, 20 Michael Phillips, 21 Jamie Robinson, 22 Dafydd James
Fidji

Titulaires : 15 Kameli Ratuvou, 14 Vilimoni Delasau, 13 Seru Rabeni, 12 Seremaia Bai, 11 Isoa Neivua, 10 Nicky Little, 9 Mosese Rauluni (cap.), 8 Sisa Koyamaibole, 7 Akapusi Qera, 6 Semisi Naevo, 5 Ifereimi Rawaqa, 4 Kele Leawere, 3 Jone Railomo, 2 Sunia Koto, 1 Graham Dewes

Remplaçants : 16 Vereniki Sauturaga, 17 Henry Qiodravu, 18 Wame Lewaravu, 19 Aca Ratuva, 20 Jone Daunivucu, 21 Norman Ligairi, 22 Sireli Bobo
Points marqués :
Pays de Galles : 5 essais de Popham (34e), S.Williams (45e), M.Williams (73e), Thomas (48e), M.Jones (51e), 3 transformations de Hook (35e, 46e), S.Jones (52e), 1 pénalité de S.Jones (4e)
Le capitaine gallois Gareth Thomas voit la fête gâchée pour sa 100e sélection. À l'issue du match le plus spectaculaire de la compétition jusqu'alors, les Fidji réalisent le plus grand exploit de leur histoire en dominant le pays de Galles. Menant 22 à 3 à la 25e minute, les Fidjiens sont dominateurs et attaquent pratiquement avec tous leurs ballons, étouffant des Gallois amorphes et atteignent la mi-temps avec quinze points d'avance (25-10). Vexés, et sans doute sermonnés par leur entraîneur dans les vestiaires, les Gallois reviennent avec de toutes autres intentions et profitent de l'exclusion temporaire du troisième ligne Akapusi Qera pour marquer trois essais en sept minutes après la mi-temps, dont un de 70 mètres de Shane Williams, pour passer devant au score (29-25, 51e). Mais pensant sans doute avoir assommé leurs adversaires, ils retombent dans leur léthargie et abandonnent à nouveau le contrôle du match aux Mélanésiens qui reprennent rapidement l'avantage grâce à deux pénalités de Nicky Little (31-29, 60e). Le suspense est à son comble dans les vingt dernières minutes. Une interception de 60m de Martyn Williams en plein cœur de la domination fidjienne redonne trois points d'avance aux Rouges (34-31, 73e), mais les Fidjiens déchaînés ne se démoralisent pas et attaquent à tout va. Après un essai refusé à Seremaia Bai poussé en touche pour quelques centimètres par Gareth Thomas, ils finissent par franchir la ligne en force  à trois minutes de la fin (essai du pilier Graham Dewes transformé par Little, 38-34 à la 77e). Les Gallois tentent en vain un baroud d'honneur et manquent les quarts de finale pour la troisième fois en Coupe du monde, seulement deux ans après avoir réussi le Grand Chelem. Les Fidji se qualifient pour la deuxième fois (après 1987), mais voient leur joie assombrie par la grave blessure de leur ouvreur-buteur N. Little, qui se tord le genou dans un regroupement sur l'avant-dernière action du match.

### Canada - Australie
Date : 29 septembre 2007

Composition des équipes

Stade : Stade Chaban-Delmas Bordeaux ( France)
Arbitre : Chris White 
Composition des équipes :
Canada

Titulaires : 1 Rod Snow, 2 Pat Riordan, 3 Jon Thiel, 4 Luke Tait, 5 Mike James, 6 Colin Yukes, 7 David Biddle, 8 Sean-Michael Stephen, 9 Morgan Williams (cap.), 10 Ander Monro, 11 James Pritchard, 12 Derek Daypuck, 13 Mike Pyke, 14 Justin Mensah-Coker, 15 DTH van der Merwe

Remplaçants : 16 Aaron Carpenter, 17 Dan Pletch, 18 Mike Pletch, 19 Michael Burak, 20 Mike Webb, 21 Ed Fairhurst, 22 David Spicer
Australie

Titulaires : 1 Greg Holmes, 2 Adam Freier, 3 Al Baxter, 4 Nathan Sharpe, 5 Mark Chisholm, 6 Hugh McMeniman, 7 George Smith (cap.), 8 David Lyons, 9 Sam Cordingley, 10 Julian Huxley, 11 Lote Tuqiri, 12 Scott Staniforth, 13 Adam Ashley-Cooper, 14 Drew Mitchell, 15 Cameron Shepherd

Remplaçants : 16 Sean Hardman, 17 Guy Shepherdson, 18 Rocky Elsom, 19 Phil Waugh, 20 Stephen Hoiles, 21 George Gregan, 22 Chris Latham
Points marqués :
Canada : 2 pénalités de Pritchard (42e, 54e)
L'Australie joue sans plusieurs titulaires habituels, tels que Matt Giteau et Stirling Mortlock et met du temps à se débarrasser de Canadiens accrocheurs. Sous une pluie battante, ceux-ci tiennent plutôt bien jusqu'à l'heure de jeu (3-18, à la 60e), mais encaissent trois essais dans les vingt dernières minutes. Pour la première fois en sept participations, le Canada quitte la compétition sans avoir remporté la moindre rencontre. Le deuxième ligne canadien Mike James met un terme à sa carrière à la 64e minute de ce match, au moment où il est remplacé par Michael Burak.